# Live in Performance “Save Our Souls”
『Live in Performance “Save Our Souls”』（ライヴ・イン・パフォーマンス“セイヴ・アワー・ソウルズ”）は、Skoop On Somebodyのライヴ映像集。2003年6月18日発売。

## 概要
- グループ初のライブ映像作品。
- シングルコレクション『Singles 2002〜1997』と同時リリース。
- 公演では「Circle's End」や「Perfume Love」、「8.13〜Anniversary〜」も演奏されたが、本作品には未収録となっている。

## 収録曲
1. A Streetcar Called Desire
作詞:松尾潔、S.O.S.　作曲・編曲:S.O.S.
2. KO-HEY's Interlude〜Running of S.O.S.〜
作詞・作曲・編曲:S.O.S.
3. around the world
作詞:S.O.S.　作曲:Face 2 fAKE　編曲:Face 2 fAKE、S.O.S.
4. ama-oto
作詞・作曲:S.O.S.　編曲:西平彰、S.O.S.
5. Over & Over
作詞・作曲・編曲:SKOOP
6. Mood 4 Luv
作詞・作曲・編曲:SKOOP
7. Tears of JOY
作詞:松尾潔、S.O.S.　作曲・編曲:S.O.S.
8. ぼくが地球を救う〜Sounds Of Spirit〜
作詞:松尾潔、S.O.S.　作曲:S.O.S.　編曲:鷺巣詩郎
9. That's The Way
作詞:Casey, Harry Wayne　作曲:Finch, Richard Raymond　編曲:S.O.S.
10. Isn't She Lovely
作詞・作曲:Stevie Wonder　編曲:S.O.S.
11. sha la la
作詞:小林夏海、S.O.S.　作曲・編曲:Face 2 fAKE
12. Kickin' Back×Sexy Sexi Sexe
作詞:Davis James Edward　作曲:Vickers, Carle Wayne　編曲:S.O.S. / 作詞・作曲・編曲:SKOOP
13. atomorrowsong
作詞:松尾潔、S.O.S.　作曲・編曲:Face 2 fAKE
14. バラ色
作詞・作曲・編曲:SKOOP
15. M.F.S.B.
作詞:小林夏海、S.O.S.　作曲・編曲:小松秀行、S.O.S.
16. My Hometown
作詞:松尾潔、S.O.S.　作曲・編曲:S.O.S.
17. You are so beautiful
作詞・作曲・編曲:Fisher Bruce Carlton & Preston Billy
18. KO-ICHIRO's Interlude〜Theme of S.O.S.〜
作詞・作曲・編曲:S.O.S.